# Ricardo Rodríguez Araya
Ricardo Iván Rodríguez Araya (Zúrich, 25 de agosto de 1992) es un futbolista suizo que juega de defensa en el Real Betis Balompié de la Primera División de España.

## Biografía
Es hijo de padre español y madre chilena.[cita requerida] Es hermano de los también futbolistas Roberto y Francisco Rodríguez.

## Trayectoria
Inició en el FC Schwamendingen en 2001 y más tarde, en 2002, se unió a las categorías inferiores del FC Zürich. Fue promocionado al primer equipo en 2009 a los 16 años, apareciendo en el banquillo del equipo suizo en el partido de la tercera ronda de clasificación para la Liga de Campeones de la UEFA 2009-10 ante el NK Maribor, jugado el 29 de julio de 2009 y en el que el equipo esloveno ganó por 2-3.
El 21 de marzo de 2010, debutó con el primer equipo a los 17 años, entrando en la primera parte para sustituir al lesionado Hannu Tihinen en el partido de la jornada 25 de la Superliga Suiza ante el AC Bellinzona, partido que ganó el Zürich por 2-0. Su debut como titular fue el 5 de abril, en el derbi de Zúrich ante el Grasshoppers, jugando el partido completo y ganándolo por 3-2.
Jugó su segundo partido como titular el 20 de julio, jugando los 90 minutos del partido ante el FC Basel, que perdieron por 2-3. El 28 de abril de 2011, anotó su primer gol como profesional, abriendo el marcador ante el Neuchâtel Xamax y ganando el partido 3-0 en el Letzigrund.
Hizo su debut europeo el 27 de julio, en la ida de la tercera ronda de clasificación para la Liga de Campeones de la UEFA 2011-12 ante el Standard de Lieja. Jugó el partido completo y dio la asistencia del gol del empate a Admir Mehmedi, que aseguró el empate 1-1 en el Estadio Maurice Dufrasne de Bélgica. En la vuelta, falló un gol fácil, pero el Zürich ganó 1-0 y el equipo suizo se clasificó para la ronda de play-offs ante el Bayern de Múnich. Jugó los dos partidos completos ante el equipo alemán, pero los suizos perdieron por 0-3 en el general y se fueron a la Liga Europea.
El 26 de octubre, anotó su segundo gol con el Zürich, anotando desde el punto de penalti en la victoria por 2-0 ante el FC Thun. El último partido de la Superliga Suiza ante el FC Sion sería el último del jugador con la camiseta del Zürich. Jugó el partido completo y terminó 1-1. El 11 de enero de 2012, se anunció su fichaje por el VfL Wolfsburgo. El 4 de junio, fue elegido por los fanes suizos como el mejor jugador de la temporada por delante de Oliver Buff y Pedro Henrique.
El 13 de enero de 2012 se hizo oficial su fichaje por el VfL Wolfsburgo por 7 500 000 de €, siendo vinculado por cuatro años y medio al club alemán. Se asentó rápidamente en el equipo titular, haciendo su debut el siguiente día ante el FC Köln, ganando por 1-0. Jugó todos los partidos de la temporada como titular y sin ser sustituido, siendo el favorito en la izquierda de la defensa para Felix Magath.
Después de los 10 primeros partidos de liga, empezó a ser habitual en el equipo titular. Tras los malos resultados en liga, Magath fue despedido y Lorenz-Günther Köstner fue elegido como entrenador interino. El cambio de entrenador no fue bueno, ya que Köstner prefería al veterano Marcel Schäfer para el lateral izquierdo. Al fichar a Dieter Hecking como entrenador, volvió a ser el lateral izquierdo titular.
El 9 de noviembre de 2013, anotó su primer gol con el VfL Wolfsburgo en un partido de local de la Bundesliga y de tiro libre ante el Borussia Dortmund. El partido terminó con victoria de los lobos por 2-1, después de ir perdiendo en la primera parte. El 29 de noviembre, anotó su segundo gol desde el punto de penalti ante el Hamburgo SV, poniendo el empate 1-1. El 14 de diciembre, abrió el marcador anotando a Sven Ulreich, ganando el partido por 3-1.
Terminó la temporada 2013-14 con cinco goles y nueve asistencias en liga. No estuvo en el equipo ideal de la temporada de la Bundesliga, pero fue incluido entre los mejores defensas del campeonato. Con sus nueve asistencias, fue el defensa que más asistencias dio en la temporada en Europa. A sus impresionantes partidos durante la temporada, se le añadieron su media de 2.3 pases clave en cada partido, el mismo número que Andrea Pirlo, el dos veces mejor futbolista del año en la Serie A y 2.6 de dribbles satisfactorios, más que Cristiano Ronaldo, el ganador del Balón de Oro esa temporada.
El 18 de septiembre de 2014, anotó su primer gol en competiciones europeas ante el Everton FC de tiro libre y después de haber anotado un autogol. Los ingleses ganaron el partido 4-1. Tres días después, anotó dos goles en la victoria 4-1 ante el Bayer Leverkusen, el primero de penalti y el segundo de volea tras un centro de córner de Kevin De Bruyne. El 27 de septiembre, anotó su tercer gol en liga ante el Werder Bremen tras recibir una asistencia de Kevin De Bruyne, haciendo el 1-0 en el partido que acabó con victoria del VfL Wolfsburgo por 2-1.
En octubre, no pudo jugar unas semanas debido a una lesión. El 31 de octubre, su agente, Roger Wittman, confirmó que estaban negociando para extender el contrato del jugador hasta 2016. El 11 de diciembre, anotó 2 goles ante el Lille OSC, partido que ganaron los lobos y les permitieron clasificarse para la siguiente ronda de la Liga Europea. En enero de 2015, firmó un contrato que lo vinculaba al equipo hasta junio de 2019. El 7 de abril, anotó un gol de penalti, el único del partido ante el SC Friburgo, que permitió que se clasificaran para las semifinales de la Copa de Alemania. El 30 de mayo, jugó el partido completo de la final de la Copa de Alemania ante el Borussia Dortmund, la cual ganó el VfL Wolfsburgo, siendo así, el primer campeonato nacional en el palmarés del jugador.
El 8 de junio de 2017 se hizo oficial su fichaje por el A. C. Milan por 18 000 000 €, siendo el tercer fichaje de la etapa china del conjunto rossonero.
El 30 de enero de 2020 el PSV Eindhoven logró su cesión hasta final de temporada. Finalizada la misma, regresó al conjunto de Milán, aunque con pocas opciones de continuar allí.
El 19 de agosto de 2020 se hizo oficial su fichaje por el Torino F. C. para las siguientes cuatro temporadas. Llegó a ser el capitán del equipo y pasados esos cuatro años quedó libre al expirar su contrato.
El 5 de agosto de 2024 firmó por dos campañas con el Real Betis Balompié.

## Selección nacional

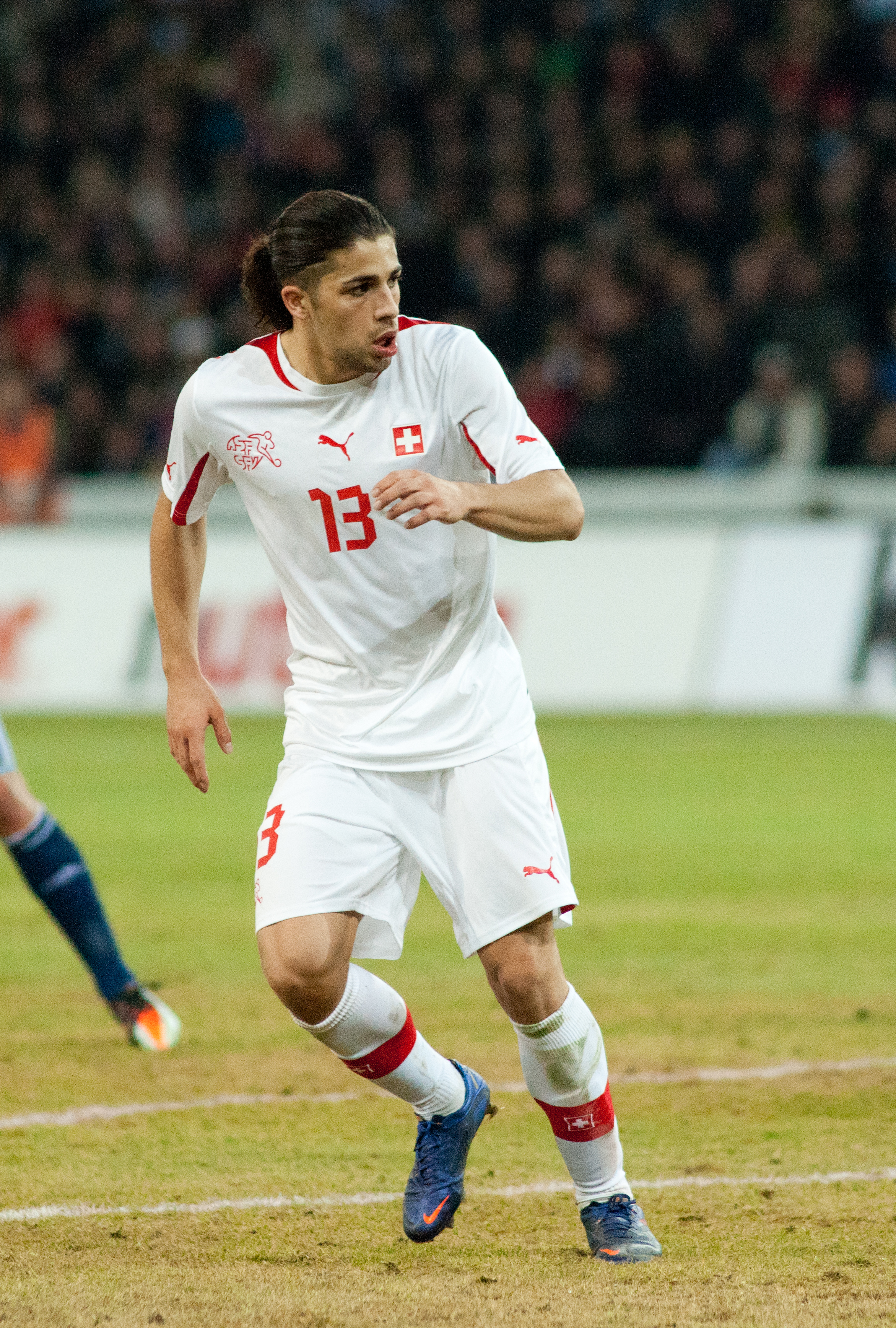
Jugando ante en 2012.

### Selecciones juveniles
Jugó como defensa central por la selección sub-17 de Suiza con la que ganó la Copa Mundial de Fútbol Sub-17 de 2009, siendo uno de los mejores jugadores del plantel y de los más destacados de este mundial 
En 2012 fue incluido en la nómina de Suiza que participó en el Torneo de Fútbol Masculino de los Juegos Olímpicos de Londres.

### Selección absoluta
A pesar de que Rodríguez manifestó su deseo de jugar tanto con la selección chilena como con la española, no fue convocado por ningún técnico por lo que optó por seguir defendiendo a la selección de Suiza. Su debut en la selección absoluta llegó el 11 de octubre de 2011, en un partido de clasificación a la Eurocopa 2012, en el que Suiza derrotó 2-0 a Montenegro. Ricardo fue titular y disputó todo el partido.
El 13 de mayo de 2014 el entrenador de la selección de Suiza, Ottmar Hitzfeld, lo incluyó en la lista oficial de 23 jugadores convocados para afrontar la Copa Mundial de Fútbol de 2014.
El 4 de junio de 2018 el seleccionador Vladimir Petković lo incluyó en la lista de 23 para el Mundial.

### Participaciones en la Eurocopa
| Eurocopa      | Sede     | Resultado        | Partidos | Goles |
| ------------- | -------- | ---------------- | -------- | ----- |
| Eurocopa 2016 | Francia  | Octavos de final | 4        | 0     |
| Eurocopa 2020 | Europa   | Cuartos de final | 5        | 0     |
| Eurocopa 2024 | Alemania | Cuartos de final | 5        | 0     |

### Participaciones en la Copa del Mundo
| Mundial                               | Sede    | Resultado        | Partidos | Goles |
| ------------------------------------- | ------- | ---------------- | -------- | ----- |
| Copa Mundial de Fútbol Sub-17 de 2009 | Nigeria | Campeón          | 5        | 3     |
| Copa Mundial de Fútbol de 2014        | Brasil  | Octavos de final | 4        | 0     |
| Copa Mundial de Fútbol de 2018        | Rusia   | Octavos de final | 4        | 0     |
| Copa Mundial de Fútbol de 2022        | Catar   | Octavos de final | 4        | 0     |

### Participaciones en los Juegos Olímpicos
| JJ. OO.                          | Sede        | Resultado    | Partidos | Goles |
| -------------------------------- | ----------- | ------------ | -------- | ----- |
| Juegos Olímpicos de Londres 2012 | Reino Unido | Primera fase | 3        | 0     |

## Estadísticas

### Clubes
| Club                         | Div.          | Temporada     | Liga  | Liga  | Copa nacional | Copa nacional | Europa | Europa | Total | Total |
| Club                         | Div.          | Temporada     | Part. | Goles | Part.         | Goles         | Part.  | Goles  | Part. | Goles |
| ---------------------------- | ------------- | ------------- | ----- | ----- | ------------- | ------------- | ------ | ------ | ----- | ----- |
| F. C. Zürich Suiza           | 1.ª           | 2009-10       | 6     | 0     | 0             | 0             | 0      | 0      | 6     | 0     |
| F. C. Zürich Suiza           | 1.ª           | 2010-11       | 13    | 1     | 2             | 0             | ―      | ―      | 15    | 1     |
| F. C. Zürich Suiza           | 1.ª           | 2011-12       | 16    | 1     | 2             | 0             | 9      | 0      | 27    | 1     |
| F. C. Zürich Suiza           | Total club    | Total club    | 35    | 2     | 4             | 0             | 9      | 0      | 48    | 2     |
| VfL Wolfsburgo · Alemania    | 1.ª           | 2011-12       | 17    | 0     | ―             | ―             | ―      | ―      | 17    | 0     |
| VfL Wolfsburgo · Alemania    | 1.ª           | 2012-13       | 24    | 0     | 3             | 0             | ―      | ―      | 27    | 0     |
| VfL Wolfsburgo · Alemania    | 1.ª           | 2013-14       | 34    | 5     | 4             | 2             | ―      | ―      | 38    | 7     |
| VfL Wolfsburgo · Alemania    | 1.ª           | 2014-15       | 26    | 6     | 4             | 1             | 9      | 3      | 39    | 10    |
| VfL Wolfsburgo · Alemania    | 1.ª           | 2015-16       | 24    | 2     | 3             | 0             | 9      | 1      | 36    | 3     |
| VfL Wolfsburgo · Alemania    | 1.ª           | 2016-17       | 24    | 2     | 3             | 0             | ―      | ―      | 27    | 2     |
| VfL Wolfsburgo · Alemania    | Total club    | Total club    | 149   | 15    | 17            | 3             | 18     | 4      | 184   | 22    |
| A. C. Milan · Italia         | 1.ª           | 2017-18       | 34    | 1     | 4             | 0             | 9      | 3      | 47    | 4     |
| A. C. Milan · Italia         | 1.ª           | 2018-19       | 35    | 0     | 3             | 0             | 3      | 0      | 41    | 0     |
| A. C. Milan · Italia         | 1.ª           | 2019-20       | 5     | 0     | 0             | 0             | ―      | ―      | 5     | 0     |
| A. C. Milan · Italia         | Total club    | Total club    | 74    | 1     | 7             | 0             | 12     | 3      | 93    | 4     |
| PSV Eindhoven · Países Bajos | 1.ª           | 2019-20       | 6     | 0     | ―             | ―             | ―      | ―      | 6     | 0     |
| PSV Eindhoven · Países Bajos | Total club    | Total club    | 6     | 0     | 0             | 0             | 0      | 0      | 6     | 0     |
| Torino F. C. · Italia        | 1.ª           | 2020-21       | 16    | 0     | 2             | 0             | ―      | ―      | 18    | 0     |
| Torino F. C. · Italia        | 1.ª           | 2021-22       | 34    | 0     | 2             | 0             | ―      | ―      | 36    | 0     |
| Torino F. C. · Italia        | 1.ª           | 2022-23       | 35    | 0     | 3             | 0             | ―      | ―      | 38    | 0     |
| Torino F. C. · Italia        | 1.ª           | 2023-24       | 35    | 1     | 2             | 0             | ―      | ―      | 37    | 1     |
| Torino F. C. · Italia        | Total club    | Total club    | 120   | 1     | 9             | 0             | 0      | 0      | 129   | 1     |
| Real Betis Balompié · España | 1.ª           | 2024-25       | 18    | 0     | 3             | 0             | 12     | 0      | 33    | 0     |
| Real Betis Balompié · España | 1.ª           | 2025-26       | 1     | 0     | 0             | 0             | 0      | 0      | 1     | 0     |
| Real Betis Balompié · España | Total club    | Total club    | 19    | 0     | 3             | 0             | 12     | 0      | 34    | 0     |
| Total carrera                | Total carrera | Total carrera | 403   | 19    | 40            | 3             | 51     | 7      | 494   | 29    |

## Palmarés

### Campeonatos nacionales
| Título                | Club           | País     | Año  |
| --------------------- | -------------- | -------- | ---- |
| Copa de Alemania      | VfL Wolfsburgo | Alemania | 2015 |
| Supercopa de Alemania | VfL Wolfsburgo | Alemania | 2015 |

### Campeonatos internacionales
| Título              | Club (*)           | País    | Año  |
| ------------------- | ------------------ | ------- | ---- |
| Copa Mundial Sub-17 | Selección de Suiza | Nigeria | 2009 |

(*) Incluyendo la selección.

### Distinciones individuales
| Distinción                                    | Año  |
| --------------------------------------------- | ---- |
| FC Zürich Fans: Mejor jugador de la temporada | 2012 |
| Futbolista suizo del año                      | 2014 |
| Mejor lateral izquierdo de la Bundesliga      | 2014 |